# Coati de l'île de Cozumel
Nasua nelsoni
Espèce
Synonymes
- Nasua narica nelsoni Merriam, 1901

Statut de conservation UICN

 LC  : Préoccupation mineure
Statut CITES
Le Coati de l'île de Cozumel ou Coati de l'île Cozumel (Nasua nelsoni) est un mammifère américain de la famille des Procyonidae, famille qui comprend aussi notamment les ratons laveurs.

## Distribution

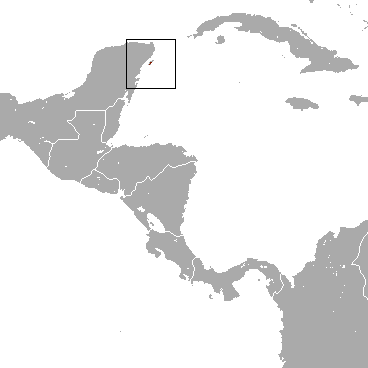
carte de localisation

Cette espèce est endémique de l'ile de Cozumel au Quintana Roo au Mexique.

## Taxinomie
Très proche de Nasua narica il est considéré par certains comme une sous-espèce Nasua narica nelsoni Merriam, 1901) et par d'autres comme une espèce à part entière.
Son statut de protection est le même que celui de Nasua narica.